# Gnathothlibus brendelli
Espèce
Gnathothlibus brendelli est une espèce de lépidoptères de la famille des Sphingidae, sous-famille des Macroglossinae, de la tribu des Macroglossini et du genre Gnathothlibus .

## Description
La longueur de l'aile antérieure est d'environ 46 mm. Il est semblable à Gnathothlibus meeki mais diffère par les ailes antérieure falciformes, la coloration rouge sur la face ventrale du thorax et de la tache discale sur l'aile postérieure. La tête a une bande antérieure rouge à l'œil et une tache jaune crème à la base de l'antenne. Le dessus du thorax est brun foncé avec deux taches jaune pâle au premier plan. Les marges extérieures du tegulae sont jaune crème. La face inférieure du thorax est rouge latéralement, jaune pâle au centre et brun foncé près des jambes. Le motif de l'aile antérieure de la face dorsale rappelle Ampelophaga khasiana mais avec une forte teinte verdâtre. La couleur de fond est vert-brun foncé avec un motif obscur de lignes transversales et des bandes. La face dorsale de l'aile postérieure est jaune vif avec une marge extérieure brune et irroration jaune foncé sur le tiers externe de l'aile. La bande marginale est brun foncé.

## Répartition et habitat
Répartition
L’espèce est endémique des Célèbes.

## Systématique
L'espèce Gnathothlibus brendelli  a été décrite par l'entomologiste Alan H. Hayes (d) en 1983.

## Publication originale
- (en) A. H. Hayes, « A striking new species of Gnathothlibus (Lepidoptera: Sphingidae (Macroglossinae)) from Sulawesi », Entomologist's Record and Journal of Variation, vol. 95,‎ 1983, p. 19-20 (ISSN 0013-8916).